# Upravna delitev Hrvaške
Hrvaška je, v skladu s hrvaško ustavo, razdeljena na enote lokalne samouprave, ki so: 
- občine in mesta kot najnižji nivo (teritorij Hrvaške je administrativno razdeljen na 128 mest in 428 občin) in
- 20 županij in mesto Zagreb, ki ima status županije, kot vmesna stopnja do države. Županija obsega več prostorsko povezanih občin in mest. Največja po površini je Liško-Senjska, najmanjša pa Medžimurska županija. Županije z največ prebivalci so Splitsko-dalmatinska, Osiješko-baranjska in Primorsko-goranska.

1. Zagrebška
2. Krapinsko-zagorska
3. Sisaško-moslavaška
4. Karlovška
5. Varaždinska
6. Koprivniško-križevska
7. Bjelovarsko-bilogorska
8. Primorsko-goranska
9. Ličko-senjska
10. Virovitiško-podravska
11. Požeško-slavonska
12. Brodsko-posavska
13. Zadarska
14. Osiješko-baranjska
15. Šibensko-kninska
16. Vukovarsko-sremska
17. Splitsko-dalmatinska
18. Istrska
19. Dubrovniško-neretvanska
20. Medžimurska
21. Mesto Zagreb